# 全丰镇
全丰镇，是中华人民共和国江西省九江市修水县下辖的一个乡镇级行政单位。

## 行政区划
全丰镇下辖以下地区：
塘城坳社区、碧凡村、南源村、塘城村、黄沙塅村、老苏区村、戴家坪村、全丰村、黄婆冲村、经帮村、上源村、半坑村、南丰村、官坑村和苦藤村。